# Konstanzer Straße (metropolitana di Berlino)
La stazione di Konstanzer Straße è una stazione della metropolitana di Berlino, sulla linea U7.
È posta sotto tutela monumentale (Denkmalschutz).

## Storia
La stazione di Konstanzer Straße fu progettata come parte del prolungamento della linea 7 dall'allora capolinea di Fehrbelliner Platz a Richard-Wagner-Platz; tale tratta venne aperta all'esercizio il 28 aprile 1978.
Nel 2018 la stazione di Konstanzer Straße, in considerazione della sua importanza storica e architettonica, venne posta sotto tutela monumentale (Denkmalschutz) insieme ad altre 12 stazioni rappresentative dell'architettura moderna dei decenni post-bellici.

## Strutture e impianti
Il progetto architettonico della stazione fu elaborato da Rainer G. Rümmler.